# Linchamiento de Cordie Cheek
James Cordie Cheek (1916 – 15 de diciembre de 1933) fue un adolescente afroamericano de 17 años que fue linchado por una turba blanca en el condado de Maury, Tennessee, cerca de la sede del condado de Columbia. Tras ser falsamente acusado de intentar violar a una joven blanca, Cheek fue liberado de la cárcel, pues el gran jurado no lo acusó formalmente por falta de pruebas. El magistrado y otros dos hombres del condado de Maury secuestraron a Cheek en Nashville, donde se alojaba con familiares cerca de la Universidad de Fisk, lo llevaron de vuelta al condado y lo entregaron a una turba racista enfurecida, la cual mutiló a Cheek y lo ahorcó. Un gran jurado se negó a acusar formalmente a nadie por el asesinato de Cheek.

## Linchamiento
Cordie Cheek vivía con sus padres en Glendale, una pequeña comunidad al sur de la capital del condado de Columbia, en el condado de Maury. Su madre, Tenny, "trabajó durante muchos años como cocinera, empleada doméstica, partera y enfermera" para los Moore, una familia blanca que vivía cerca. Tenny se encargó de que su hijo ayudara con las tareas domésticas de la casa de la familia Moore. Henry Carl Moore, de diecinueve años en el invierno de 1933, tenía dos años más que Cordie. Empezó a surgir animosidad entre los dos adolescentes y, en una ocasión, llegaron a las manos tras una disputa por un pago que les debía a Cordie y a su madre.
El 16 de noviembre de 1933, Cheek estaba cortando leña para la familia Moore. Cuando traía una carga a la casa, chocó accidentalmente con la hermana de Henry, de doce años, rasgándole así el vestido. Indignado, Henry le pagó un dólar a su hermana pequeña para que acusara a Cordie de intentar violarla.
Tras las acusaciones, Cheek fue arrestado y encarcelado, primero en la cercana Pulaski y finalmente en Nashville, adonde fue llevado por su seguridad. Un gran jurado del condado de Maury finalmente se negó a acusarlo de intento de violación o de cualquier otro delito menor por falta de pruebas, y fue puesto en libertad. Ya libre, Cheek se alojó en casa de sus tíos, en las afueras del campus de la Universidad de Fisk en Nashville. Una turba blanca se formó en el condado de Maury, viajó hasta Nashville, secuestró a Cheek y lo llevó de regreso al condado de Maury. Entre la muchedumbre se encontraban C. Hayes Denton, magistrado del condado, cuyo vehículo transportó a Cheek; Bert Erwin y Bob Hancock.
Tras su regreso al condado de Maury, se formó una turba blanca que pretendía lincharlo. Los residentes blancos de la zona fueron informados del inminente linchamiento y se reunieron para presenciarlo. Obligaron a Cheek a subir una escalera; hombres blancos le vendaron los ojos y le colocaron una cuerda alrededor del cuello, atada a un cedro. Los hombres le expusieron los genitales y lo castraron. Un hombre, supuestamente Bert Erwin, usó un palo para apartar la escalera de los pies de Cordie, ahorcándolo. Los espectadores, entre ellos mujeres y niños, vitorearon y dispararon pistolas al aire en señal de celebración.
Luego del linchamiento, los fiscales pretendían acusar a seis sospechosos por el linchamiento de Cheek, pero un gran jurado declinó presentar cargos.  

## Secuelas
El linchamiento de Cordie Cheek resonó en todo el Sur de los Estados Unidos. Los estudiantes y administradores de la Universidad de Fisk estaban indignados y alarmados, no solo por el acontecimiento, sino porque había sido secuestrado en las cercanías.

El famoso historiador John Hope Franklin, entonces estudiante en la Universidad de Fisk, recordó:
Los que nos quedamos en Nashville durante las vacaciones de Navidad estábamos obsesionados con hablar del linchamiento de Cordie Cheek. De hecho, todo el resto de nuestro penúltimo año de secundaria estuvo ensombrecido por este trágico suceso. Hubo investigaciones, entrevistas y otras acciones. La conclusión a la que muchos llegamos fue que si le pudo pasar a Cordie Cheek, quien había sido secuestrado a tres cuadras de la Capilla Fisk, podría pasarnos a cualquiera de nosotros.
En su ensayo de 1934 titulado "Cobardes de las universidades", Langston Hughes afirmó que Cheek "fue secuestrado casi a las puertas de la Universidad".
Hubo varias protestas y demandas de justicia en Nashville. Sin embargo, Gail Williams O'Brien escribió que "los funcionarios del condado de Maury, junto con varios ciudadanos destacados de la comunidad, cerraron filas para bloquear las acusaciones contra los presuntos linchadores, y ni las fuerzas estatales ni las federales vencieron su resistencia".
En su libro ganador del Premio Pulitzer Devil in the Grove: Thurgood Marshall, the Groveland Boys, and the Dawn of a New America, Gilbert King teorizó que la indignación por el linchamiento de Cheek fue uno de los factores que catalizaron la resistencia negra durante los disturbios raciales de Columbia, Tennessee, de 1946, conocido a nivel nacional como la "primera confrontación racial importante" tras la Segunda Guerra Mundial.

## Representación en otros medios
El linchamiento de Cordie Cheek es el tema de la obra de Sandra Seaton, The Bridge Party, incluida en la antología Strange Fruit: Plays on Lynching by American Women. El argumento de The Bridge Party señala la conexión entre el linchamiento de 1933 y los disturbios raciales de 1946 en Columbia. Ruby Dee participó en una producción de la obra en 1998 en la Universidad de Michigan.